# Lista de membros titulares da Academia Brasileira de Ciências empossados em 2006
Esta lista contém os nomes dos membros titulares da Academia Brasileira de Ciências empossados em 2006.
| Imagem | Nome                               | Datas de nascimento e falecimento | Local de nascimento            | Área de especialização | Alma mater                     | Data de posse       | Conhecido por                                                                                              | Referências |
| ------ | ---------------------------------- | --------------------------------- | ------------------------------ | ---------------------- | ------------------------------ | ------------------- | --- | ----------- |
|        | Avílio Antonio Franco              | 12 de janeiro de 1946             | Itapemirim, ES                 | Ciências Agrárias      | UFRRJ                          | 06 de junho de 2006 | |             |
|        | Catarina Satie Takahashi           | 20 de abril de 1942               | Bauru, SP                      | Ciências Biológicas    | UNESP                          | 06 de junho de 2006 | Mutações do material genético por Radiação                                                                 |             |
|        | Cesar Gomes Victora                | 28 de março de 1952               | São Gabriel, RS                | Ciências da Saúde      | UFRGS                          | 06 de junho de 2006 | Condecorado com o Prêmio Almirante Álvaro Alberto (2023)                                                   | [ 2 ] [ 3 ] |
|        | Geraldo Lippel Sant’Anna Junior    | 30 de setembro de 1948            |                                | Ciências da Engenharia | USP                            | 06 de junho de 2006 | |             |
|        | Helgio Henrique Casses Trindade    | 14 de junho de 1939               | Encruzilhada do Sul, RS        | Ciências Sociais       | PUC-RS                         | 06 de junho de 2006 | |             |
|        | João Batista Corrêa da Silva       | 05 de fevereiro de 1949           | Novo Horizonte (São Paulo), SP | Ciências da Terra      | UFRJ                           | 06 de junho de 2006 | |             |
|        | Klaus Reichardt                    | 14 de dezembro de 1940            | Santos, SP                     | Ciências Agrárias      | USP                            | 06 de junho de 2006 | |             |
|        | Luiz Nunes de Oliveira             | 07 de abril de 1951               | Araraquara, SP                 | Ciências Físicas       | USP                            | 06 de junho de 2006 | Tabalhou com Walter Kohn, que em 1998 ganharia o Prêmio Nobel de Química.                                  |             |
|        | Maria Carolina Nemes               | 28 de dezembro de 1952            |                                | Ciências Físicas       | USP                            | 06 de junho de 2006 | | [ 4 ]       |
|        | Maria Domingues Vargas             | 20 de dezembro de 1956            |                                | Ciências Químicas      | UFMG                           | 06 de junho de 2006 | Demonstrou, pela 1ª vez, qual o número mínimo de átomos que conferem ao cluster as propriedades metálicas. |             |
|        | Paul Alexander Schweitzer          | 21 de julho de 1937               | Yonkers, EUA                   | Ciências Matemáticas   | College of the Holy Cross, EUA | 06 de junho de 2006 | |             |
|        | Roberto Giugliani                  | 03 de maio de 1952                | Porto Alegre, RS               | Ciências da Saúde      | UFRGS                          | 06 de junho de 2006 | |             |
|        | Roberto Rittner Neto               | 09 de janeiro de 1941             | São Paulo, SP                  | Ciências Químicas      | USP                            | 06 de junho de 2006 | |             |
|        | Rosalia Mendez-Otero               | 11 de março de 1954               |                                | Ciências Biomédicas    | UFRJ                           | 06 de junho de 2006 | |             |
|        | Said Najati Sidki                  | 23 de janeiro de 1941             | Jerusalém, Palestina           | Ciências Matemáticas   | UAB, Líbano                    | 06 de junho de 2006 | |             |
|        | Virgílio Augusto Fernandes Almeida | 25 de março de 1950               |                                | Ciências da Engenharia | UFMG                           | 06 de junho de 2006 | |             |
|        | Zilton de Araújo Andrade           | 14 de maio de 1924                | Santo Antônio de Jesus, BA     | Ciências Biomédicas    | UFBA                           | 06 de junho de 2006 | |             |